# Yilan (stad)
Yilan is een stad in Taiwan en is de hoofdstad van het arrondissement (xiàn) Yilan. Hij ligt in een kleine, voornamelijk voor rijstteelt gebruikte, kustvlakte aan de noordoostkust van het eiland, nabij de monding van de Lanyang.
Yilan telt ongeveer 98.000 inwoners.